# Ga Musashi-Kosugi
Ga Musashi-Kosugi (武蔵小杉駅 (Võ Tàng Tiểu Sam Dịch) Musashi-Kosugi-eki) là một tập hệ thống các nhà ga nơi giao nhau của nhiều tuyến đường sắt quan trọng có vị trí tại quận Nakahara, phía Đông của Kawasaki, Kanagawa, Nhật Bản, vận hành bởi Công ty Đường sắt Đông Nhật Bản (JR East) và tập đoàn đường sắt tư nhân Tokyu Corporation. Cái tên Ga JR East Musashi-Kosugi Station không thật sự cụ thể, vì nó nhằm chỉ chung tới hai nhà ga của JR cho Tuyến Yokosuka và Tuyến Nambu cách nhau tới 400 m, kết nối bằng một đường bộ hành nằm trong ga.

## Bố trí cụm ga
Về cơ bản, có 2 cụm công trình cách nhau 400 m, kết nối bằng đường bộ hành tạo nên hệ thống ga Musashi-Kosugi. Cụm phía Tây bao gồm ga JR cho Tuyến Nambu và ga Tokyu cho các tuyến của Tokyu nằm ở tầng 2 của một khu thương mại. Cụm phía Đông là một phần của Tuyến Tokaido bao gồm Tuyến Yokosuka, Tuyến Shōnan-Shinjuku cùng với đó là 2 đường ray của tuyến Tokaido Shinkansen, tuy nhiên tàu Shinkansen không dừng lại tại đây. Mặc dù cách nhau khá xa về mặt địa lý nhưng hai nhà ga của JR vẫn mang tên chung.

## Các tuyến đường sắt
Ga Musashi-Kosugi phục vụ cho các tuyến của JR: Tuyến Nambu, Tuyến Yokosuka, và Tuyến Shōnan-Shinjuku, các tuyến của Tokyu: Tuyến Tōyoko và Tuyến Meguro.

## JR East

### Bố trí nhà ga

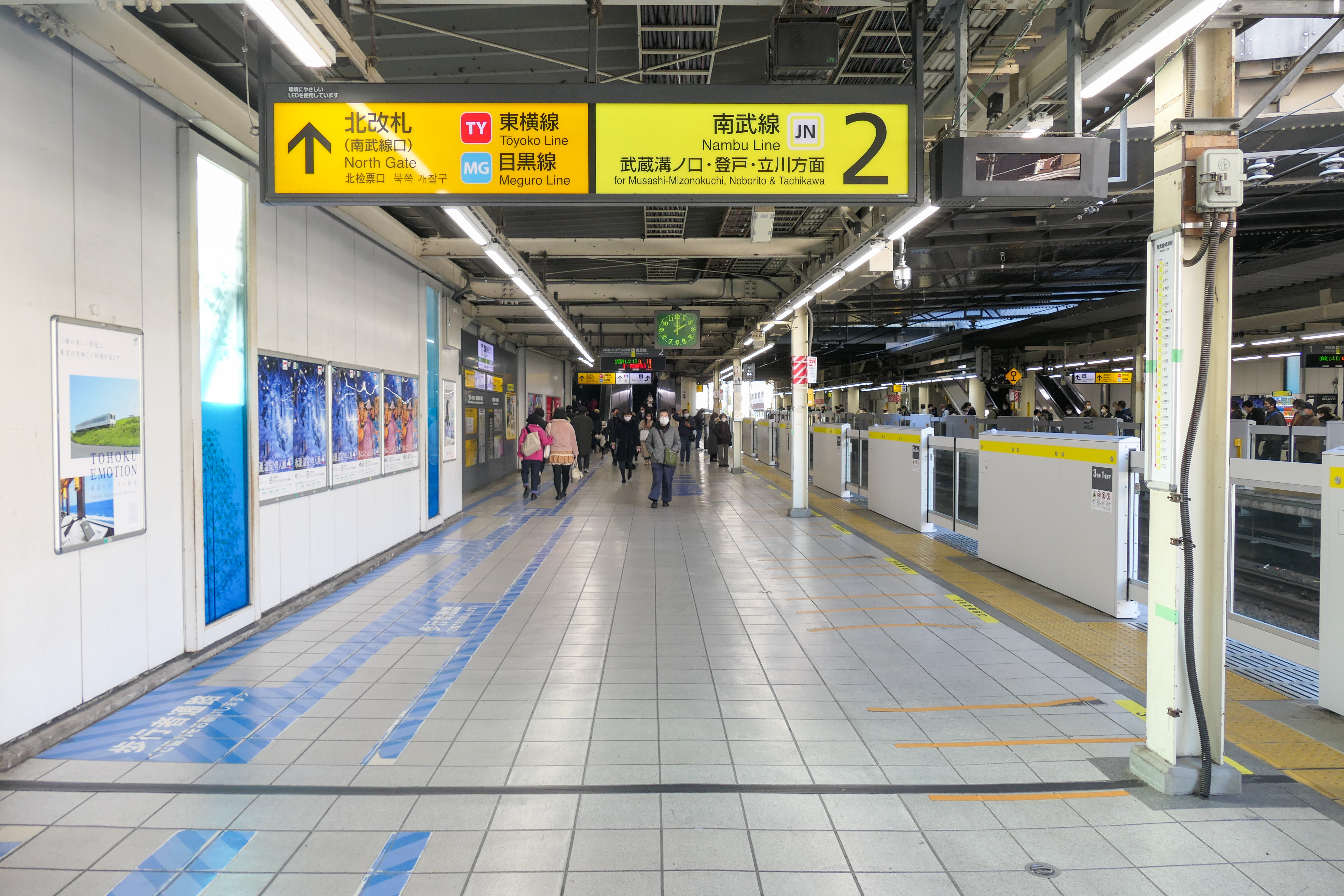
Khu ga cho Tuyến Nambu vào

Ga JR Musashi-Kosugi có 2 sàn chờ, giữa là 2 đường ray ngược chiều (Sàn số 1 và 2) cho Tuyến Nambu và một đảo sàn chờ (một sàn chờ nằm giữa chung cho hai đường ray ngược chiều hai bên) (Sàn số 3 và 4) cho Tuyến Yokosuka. Tuyến Shōnan-Shinjuku và các chuyến tàu Narita Express dùng chung các đường ray và sàn chờ của Tuyến Yokosuka. Hai phần của hệ thống ga JR nằm tách biệt, nối nhau bằng một đoạn bộ hành nội ga dài 400 m. Tất cả các sàn chờ đều được nâng lên, kết hợp với các khu mua sắm, dân cư nằm lân cận.

### Sàn chờ
| 1 | JN Tuyến Nambu                           | hướng Mukaigawara, Yakō, và Kawasaki                                                                                                |
| 2 | JN Tuyến Nambu                           | hướng Musashi-Mizonokuchi, Noborito, và Tachikawa                                                                                   |
| 3 | JO Tuyến Yokosuka                        | hướng Yokohama, Ōfuna, Zushi, và Kurihama                                                                                           |
| 3 | JS Tuyến Shōnan-Shinjuku (Tuyến Tōkaidō) | hướng Yokohama, Zushi, và Odawara □ Super View Odoriko hướng Atami và Izukyū-Shimoda                                                |
| 4 | JO Tuyến Yokosuka                        | hướng Tokyo, Chiba, Sân bay Narita (Narita Airport Terminal 2·3 và Narita Airport Terminal 1) □ Narita Express hướng Sân bay Narita |
| 4 | JS Tuyến Shōnan-Shinjuku                 | hướng Shinjuku, Ikebukuro, Ōmiya, Takasaki và Utsunomiya □ Super View Odoriko hướng Shinjuku và Ikebukuro                           |

### Các ga liền kề
| «                          | «                  | Dịch vụ            | »                | »                     |
| Tuyến Nambu JN07           | Tuyến Nambu JN07   | Tuyến Nambu JN07   | Tuyến Nambu JN07 | Tuyến Nambu JN07      |
| -------------------------- | ------------------ | ------------------ | ---------------- | --------------------- |
| Kashimada JN04             |                    | Rapid              |                  | Musashi-Nakahara JN08 |
| Mukaigawara JN06           |                    | Local              |                  | Musashi-Nakahara JN08 |
| Tuyến Yokosuka JO15        |                    |                    |                  |                       |
| Yokohama YHMJO13           |                    | Narita Express     |                  | Shinagawa SGWJO17     |
| Shin-Kawasaki JO14         | Shin-Kawasaki JO14 | Local              | Nishi-Ōi JO16    | Nishi-Ōi JO16         |
| Tuyến Shōnan-Shinjuku JS15 |                    |                    |                  |                       |
| Yokohama YHMJS13           |                    | Super View Odoriko |                  | Shinjuku SJKJS20      |
| Yokohama YHMJS13           |                    | Special Rapid      |                  | Ōsaki OSKJS17         |
| Yokohama YHMJS13           |                    | Rapid              |                  | Ōsaki OSKJS17         |
| Shin-Kawasaki JS14         |                    | Local              |                  | Nishi-Ōi JS16         |

## Tokyu

### Bố cục nhà ga
Ga Tokyu Musashi-Kosugi có hai đảo sàn chờ (sàn chờ tách và nằm giữa các đường ray) cho 4 đường ray. Các đường ray phía ngoài (Sàn chờ 1 và 4) là của Tuyến Tokyu Toyoko, và hai ray nằm trong (Sàn chờ 2 và 3) của Tuyến Tokyu Meguro. Tất cả các sàn chờ đều nằm ở tầng 2 của tòa nhà phức hợp với tòa nhà Tokyu Square.

### Sàn chờ
| 1 | ■ Tuyến Tokyu Toyoko | hướng Kikuna, Yokohama, Minatomirai, Motomachi-Chūkagai |
| 2 | ■ Tuyến Tokyu Meguro | hướng Hiyoshi |
| 3 | ■ Tuyến Tokyu Meguro | hướng Ōokayama, Meguro, Akabane-Iwabuchi (Tuyến Tokyo Metro Namboku), Urawa-Misono (Tuyến đường sắt cao tốc Saitama), Nishi-Takashimadaira (Tuyến Toei Mita) |
| 4 | ■ Tuyến Tokyu Toyoko | hướng Jiyūgaoka, Naka-Meguro, Shibuya, (Tuyến Tokyo Metro Fukutoshin)                                                                                        |

### Các ga liền kề
| «                       | «                       | Dịch vụ                 | »                       | »                       |
| Tuyến Tokyu Toyoko TY11 | Tuyến Tokyu Toyoko TY11 | Tuyến Tokyu Toyoko TY11 | Tuyến Tokyu Toyoko TY11 | Tuyến Tokyu Toyoko TY11 |
| ----------------------- | ----------------------- | ----------------------- | ----------------------- | ----------------------- |
| Jiyūgaoka TY07          |                         | Limited Express         |                         | Kikuna TY16             |
| Jiyūgaoka TY07          |                         | Commuter Express        |                         | Hiyoshi TY13            |
| Tamagawa TY09           |                         | Express                 |                         | Hiyoshi TY13            |
| Shin-Maruko TY10        |                         | Local                   |                         | Motosumiyoshi TY12      |
| Tuyến Tokyu Meguro MG11 |                         |                         |                         |                         |
| Hiyoshi MG13            |                         | Express                 |                         | Tamagawa MG09           |
| Motosumiyoshi MG12      |                         | Local                   |                         | Shin-Maruko MG10        |

## Lịch sử
Nhà ga cho các Tuyến Nambu và các Tuyến Toyoko có từ những năm 1920, sau nhiều lần mở rộng qua các thời kỳ đã được tích hợp lại thành ga Musashi-Kosugi vào năm 1945. Kể từ đó, ga này trở thành một điểm chung chuyển quan trọng cho người dân sống ở Kawasaki (dọc theo Tuyến Nambu) đi làm ở Tokyo.
Mặc dù đã trở thành một ga lớn vào những năm 1990, nó lại được tiếp tục mở rộng khi mà Tuyến Meguro ra mắt năm 2000, kết nối trực tiếp với hệ thống các tuyến tàu điện ngầm Tokyo. Việc mở cửa thêm các sàn chờ cho Tuyến Yokosuka và Tuyến Shōnan-Shinjuku vào năm 2010 đã kết nối ga này với rất nhiều hướng giao thông trong vùng Kantō, thậm chí cả sân bay Narita.
Ga Musashi-Kosugi Station ban đầu có tên là Điểm dừng Ground-mae (グラウンド前停留場 (Ground Tiền Đình Lưu Trường) Guraundomae-Teiryūjō) và Điểm dừng Musashi-Kosugi (武蔵小杉停留場 (Võ Tàng Tiểu Sam Đình Lưu Trường) Musashi-Kosugi-Teiryūjō) phục vụ Đường sắt Nambu vào ngày 1 tháng 11 năm 1927. Ga Kōgyōtoshi (工業都市駅 (Công nghiệp Đô thị Dịch) Kōgyōtoshi-eki) gần đó phục vụ cho Tuyến Toyoko mở cửa vào ngày 11 tháng 12 năm 1939. Đường sắt Nambu bị quốc hữu hóa vào ngày 1 tháng 4 năm 1944, và gia nhập hệ thống Đường sắt chính phủ Nhật Bản (JGR). Điểm dừng Ground-mae trở thành ga Musashi-Kosugi, và Điểm dừng Musashi-Kosugi bị đóng cửa. Sau khi kết thúc Chiến tranh thế giới thứ hai, JGR trở thành Công ty Đường sắt Quốc gia Nhật Bản (JNR). Vào ngày 16 tháng 6 năm 1945, ga Musashi-Kosugi cho Tuyến Toyoko được mở cửa, và vào 31 tháng 3 năm 1953, ga Kōgyōtoshi bị đóng cửa.
Cùng với việc cổ phần hóa và chia tác JNR, JR East bắt đầu điều hành một phần của hệ thống ga, đường sắt của JNR trước đây từ ngày 1 tháng 4 năm 1987. Ngày 6 tháng 8 năm 2000, Tuyến Tokyu Meguro ra mắt; ga Tokyu bắt đầu kết nối với tuyến Meguro từ ngày 22 tháng 6 năm 2008. Nhà ga JR được mở rộng lớn vào 13 tháng 3 năm 2010, khi các tàu của Tuyến Yokosuka và Shōnan-Shinjuku bắt đầu dừng tại đây.
Việc đánh số nhà ga trên toàn tuyến của Tokyu diễn ra vào năm tài chính 2012, và ga Musashi-Kosugi có mã "TY11" ở Tuyến Toyoko và "MG11" ở Tuyến Meguro.

## Thống kê hành khách
Năm tài chính 2013, nhà ga của JR East phục vụ 115.262 lượt khách mỗi ngày (chỉ tính khách lên tàu), trở thành nhà ga bận rộn thứ 27 trong số các nhà ga bận rộn nhất của JR East. Lượng người đi tàu của ga JR East đã tăng gần gấp đôi so với năm tài chính 1999, lúc đó xếp thứ 61 trong danh sách các ga bận rộn nhất của JR East với 64.165 lượt khách mỗi ngày. Năm tài chính 2013, nhà ga cho Tuyến Tokyu Toyoko phục vụ 160.939 lượt khách và Tuyến Meguro là 40.920 lượt khách mỗi ngày. Số lượt khách hàng ngày được thống kê dưới đây.
| Fiscal year | JR East | Tokyu       | Tokyu       |
| Fiscal year | JR East | Toyoko Line | Meguro Line |
| ----------- | ------- | ----------- | ----------- |
| 1999        | 64,165  |             |             |
| 2000        | 64,336  |             |             |
| 2005        | 70,685  | 154,951     | 30,058      |
| 2010        | 99,617  | 152,910     | 39,102      |
| 2011        | 103,624 | 149,361     | 38,028      |
| 2012        | 108,046 | 150,325     | 39,006      |
| 2013        | 115,262 | 160,939     | 40,920      |

- Lượng khách của JR East chỉ tính lượng khách lên tàu.

## Khu vực lân cận
Khu vực này cho đến cuối những năm 2000 vẫn là một vùng ngoại ô "vô tận", và chỉ bị giới hạn bởi sông Tama. Thời điểm này, người địa phương gọi đây là khu vực Musako. Tuy nhiên, các tòa tháp cao tầng mọc lên gần đây tạo cho khu vực cảm giác đô thị và gia tăng nhập cư, và mang một tên mới là Kosugi. Từ Musashi nhằm chỉ Tuyến Nambu, tên của tuyến tàu đầu tiên đi qua khu vực này, và cũng là tên trước đây: tỉnh Musashi, vành đai phía Nam mà tuyền tàu này chạy dọc theo.

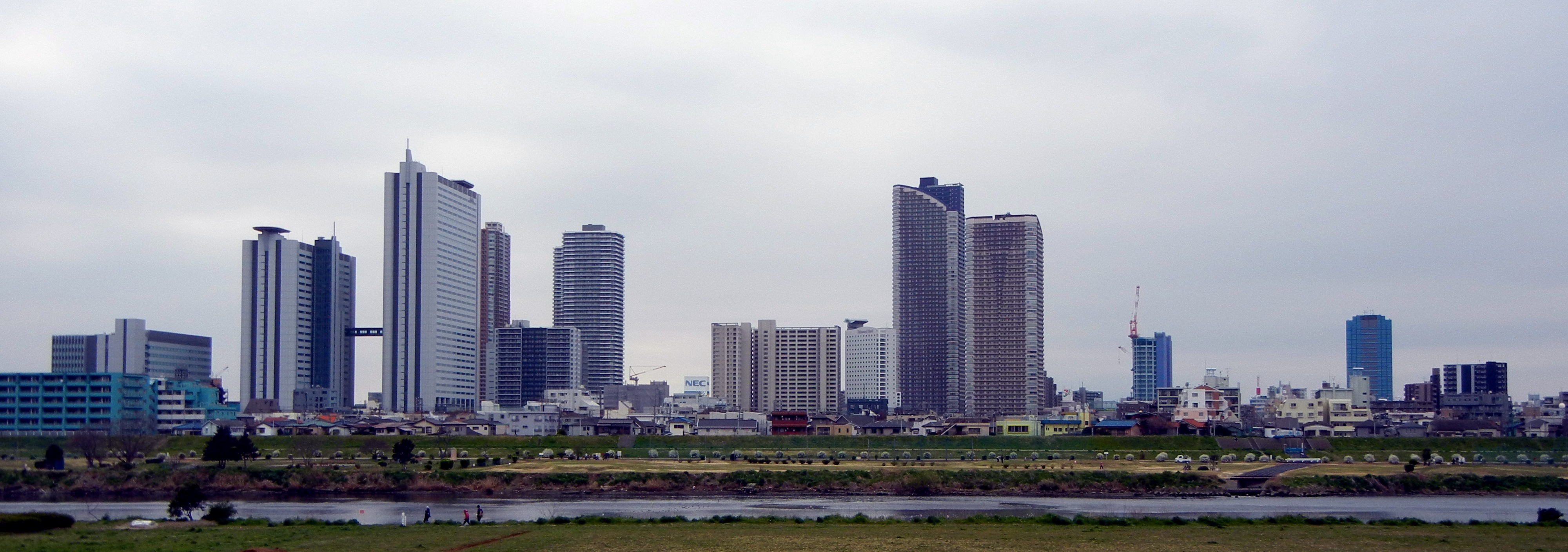
Musashi-Kosugi

- Khu campus Musashi-kosugi của Đại học Y khoa Nhật Bản
- Bệnh viện Đại học Y khoa Nhật Bản Musashi Kosugi
- Cung thể thao Todoroki Ryokuchi